# Ivy Granstrom
Ivy Granstrom (ur. 1912, zm. 14 kwietnia 2004) – popularna kanadyjska pływaczka i biegaczka, nazywana najstarszą sportsmenką Kanady.
Była niewidoma. Od młodych lat w gronie morsów, regularny udział w noworocznych kąpielach morsów w Zatoce Angielskiej (od 1928) przyniósł jej miano Queen of the Polar Bears.
Po wypadku samochodowym w latach 70., kiedy groziło jej spędzenie reszty życia na wózku inwalidzkim, rozpoczęła w ramach rehabilitacji przygodę z bieganiem. Została czołową zawodniczką świata w seniorskich kategoriach wiekowych, uczestniczyła w zawodach w USA, Australii, Japonii i RPA. Odnosiła sukcesy, mimo iż rywalizowała z osobami widzącymi.
Jednocześnie była zaangażowaną wolontariuszką w pomocy pielęgniarskiej.
Za zaangażowanie w promocję sportu osób niepełnosprawnych została odznaczona Orderem Kanady w 1989; otrzymała również nagrodę federacji lekkoatletycznej Kolumbii Brytyjskiej za całokształt osiągnięć (1997) oraz nagrodę im. Eugene Reimera za wkład w rozwój sportu niepełnosprawnych w Kolumbii Brytyjskiej.